# Lizardo Garrido
Lizardo Antonio Garrido Bustamante (Santiago del Cile, 25 agosto 1957) è un ex calciatore cileno, di ruolo difensore.

## Carriera
Ha giocato nella prima divisione cilena ed in quella messicana.

## Palmarès

### Club

#### Competizioni nazionali
- Campionato cileno: 6

Colo-Colo: 1981, 1983, 1986, 1989, 1990, 1991
- Coppa del Cile: 5

Colo-Colo: 1982, 1985, 1988, 1989, 1990

#### Competizioni internazionali
- Coppa Libertadores: 1

Colo-Colo: 1991
- Recopa Sudamericana: 1

Colo-Colo: 1992
- Coppa Interamericana: 1

Colo-Colo: 1991

### Individuale
- Calciatore cileno dell'anno: 1

1984